# قرجك
قَرْجَك (بالفارسية: قرچک) مدينة في إيران في مقاطعة قرجك. تقع جنوب شرق محافظة طهران وعلى بعد 20 كيلومترا جنوب شرق العاصمة. هذه المدينة التي كانت تابعة لمدينة ورامين قديما، يحدها من الشمال الشرقي مدينة باكدشت، ومدينة ورامين من الشرق والجنوب، ومدينة راي من الغرب. وبحسب آخر تعداد وطني عام 2016، بلغ عدد سكان مدينة قرجك 231.075 نسمة. أدى قرب قرجك من طهران إلى جذب هذه المدينة لعدد كبير من سكان العاصمة. السكن الرخيص في قرجك مقارنة بطهران هو السبب الأهم لهذه الهجرة.
ويرتبط الجذر الرئيسي لتكوين مدينة قرجك بأفران الطوب. إن وجود تربة عالية الجودة في هذه المنطقة جعل من قرجك مكانًا مناسبًا لإنتاج الطوب والفخار. وقد خلفت الحفريات واسعة النطاق لاستخراج الطين حفرًا ضخمة في شمال هذه المدينة. وفي عام 1355، وبسبب تطور صناعة أفران الطوب، أصبحت قرجك مدينة.
اليوم، أكثر من 95% من سكان قرجك هم من المهاجرين. ومن القبائل المهاجرة التي تعيش في هذه المدينة الأتراك واللور والأكراد وكرمنج خراسان والخراسانيون وأهل شمال إيران. كما أثرت الحرب الإيرانية العراقية على قرجك. وفي ذلك الوقت، كانت أحياء هذه المدينة تستضيف الشيعة العراقيين الذين لجأوا إلى إيران. إن وجود خط السكة الحديد الوطني طهران-مشهد في جنوب قرجك حال دون توسع هذه المدينة باتجاه الجنوب.